# Christophe Lemaitre
Christophe Lemaitre (* 11. Juni 1990 in Annecy) ist ein ehemaliger französischer Sprinter.

## Karriere und Erfolge
International trat er zum ersten Mal bei den Jugendweltmeisterschaften 2007 in Ostrava in Erscheinung. Dort belegte er im 100-Meter-Lauf den vierten und im 200-Meter-Lauf den fünften Rang. Ein Jahr später gewann er bei den Juniorenweltmeisterschaften 2008 in Bydgoszcz die Goldmedaille über 200 Meter. Daraufhin wurde er als Ersatzläufer für die französische 4-mal-100-Meter-Staffel bei den Olympischen Spielen in Peking nominiert, kam dort aber nicht zum Einsatz.
Seit 2009 startete Lemaitre auch im Erwachsenenbereich. Bei den Halleneuropameisterschaften in Turin erreichte er im 60-Meter-Lauf die Halbfinalrunde. Das herausragende Ergebnis dieser Saison erzielte er jedoch bei den Junioreneuropameisterschaften in Novi Sad. Er gewann den Titel über 100 Meter in 10,04 Sekunden und verbesserte damit den Junioreneuroparekord von Dwain Chambers um zwei Hundertstelsekunden.
Mit dieser Leistung reiste Lemaitre als schnellster Europäer in der Weltjahresbestenliste zu den Weltmeisterschaften 2009 in Berlin an, wo er mit der fünftschnellsten Zeit aller Teilnehmer der ersten Runde souverän in das Viertelfinale einzog. Dort wurde er jedoch wegen eines Fehlstarts disqualifiziert. Mit der französischen 4-mal-100-Meter-Staffel belegte er den achten Platz.
Am 9. Juli 2010 lief er bei den französischen Meisterschaften in Valence die 100 Meter in 9,98 Sekunden und blieb damit als weltweit erster (und bis zum 22. Juni 2018 einziger) weißer Sprinter unter 10 Sekunden. Außerdem unterbot er damit den französischen Landesrekord von Ronald Pognon um eine Hundertstelsekunde. Am folgenden Tag sicherte er sich in 20,16 Sekunden auch den Titel im 200-Meter-Lauf und egalisierte damit den fast 23 Jahre alten französischen Rekord von Gilles Quénéhervé. Bei den Europameisterschaften 2010 in Barcelona gewann er auf der Distanz von 100 Metern in 10,11 Sekunden. Damit wurde erstmals seit den Europameisterschaften 1962, bei denen Claude Piquemal gewann, wieder ein Franzose auf dieser Distanz Europameister. Auch über 200 Meter gewann er den Europameistertitel. Am letzten Wettkampftag holte er mit der 4-mal-100-Meter-Staffel seine dritte Goldmedaille bei diesen Europameisterschaften. Durch seine drei Siege ist Lemaitre der erste Athlet, der auf diesen drei Distanzen bei denselben Europameisterschaften jeweils die Goldmedaille gewann. Im selben Jahr wurde er von der Sportzeitung L’Équipe zu Frankreichs Sportler des Jahres („Champion des champions“) gewählt.
Am 29. August 2010 steigerte Lemaitre bei der IAAF World Challenge im italienischen Rieti seine persönliche Bestleistung über 100 Meter um eine Hundertstelsekunde. In dem Rennen, in dem fünf Läufer unter 10 Sekunden blieben, belegte er hinter Nesta Carter, Ryan Bailey und Mario Forsythe in 9,97 Sekunden den vierten Platz.
Bei den Halleneuropameisterschaften 2011 in Paris gewann Lemaitre hinter dem Portugiesen Francis Obikwelu und dem Briten Dwain Chambers die Bronzemedaille im 60-Meter-Lauf. In der Freiluftsaison gelangen ihm weitere Verbesserungen im 100-Meter-Lauf. Am 7. Juni 2011 steigerte er sich in Montreuil auf 9,96 Sekunden. Elf Tage später lief er bei seinem Sieg bei der Team-Europameisterschaft in Stockholm abermals eine Hundertstelsekunde schneller. Damit erzielte er die beste Zeit eines Europäers in den letzten sieben Jahren, seit Francis Obikwelu bei den Olympischen Spielen 2004 in Athen den Europarekord auf 9,86 Sekunden verbessert hatte. Kurz darauf lief Lemaitre bei der Athletissima in Lausanne erneut 9,95 Sekunden und wurde Dritter hinter den Jamaikanern Asafa Powell und Michael Frater. Bei den Französischen Meisterschaften am 29. Juli 2011 verbesserte er seine Zeit auf 9,92 Sekunden.
Bei den Weltmeisterschaften in Daegu kam Lemaitre über 100 Meter nach 10,19 Sekunden als Vierter ins Ziel. Im 200-Meter-Lauf sicherte er sich hinter Usain Bolt aus Jamaika und Walter Dix aus den Vereinigten Staaten die Bronzemedaille. Mit 19,80 Sekunden unterbot er seine Bestzeit und den französischen Rekord um 36 Hundertstelsekunden. Zum Europarekord des Italieners Pietro Mennea fehlten ihm nur acht Hundertstelsekunden. In der 4-mal-100-Meter-Staffel gewann er zusammen mit Teddy Tinmar, Yannick Lesourd und Jimmy Vicaut in 38,20 Sekunden die Silbermedaille hinter der jamaikanischen Mannschaft, die mit 37,04 Sekunden einen neuen Weltrekord erzielte.
Bei den Europameisterschaften 2012 in Helsinki gewann er in einer Zeit von 10,09 Sekunden erneut Gold über 100 Meter. Mit der 4-mal-100-Meter-Staffel belegte er hinter den Mannschaften aus den Niederlanden und Deutschland diesmal nur den dritten Rang. Auf eine Titelverteidigung im 200-Meter-Lauf hatte er im Hinblick auf seine Olympiavorbereitung von vornherein verzichtet.
In London verzichtete er bei den Olympischen Spielen 2012 auf ein Antreten über 100 Meter, um sich auf eine Medaille über 200 Meter zu konzentrieren. Im Finale war er aber als Sechster chancenlos. Aufgrund einer positiven Dopingprobe bei Tyson Gay erhielt die französische Staffel im Mai 2015 nachträglich die Bronzemedaille.
Bei den Weltmeisterschaften 2013 in Moskau tat er es umgekehrt und erreichte diesmal über die 100-Meter-Distanz das Finale. Mit 10,06 Sekunden wurde er Siebter.
Bei den Olympischen Spielen 2016 in Rio de Janeiro gewann er hinter Usain Bolt und Andre De Grasse die Bronzemedaille in 20,12 Sekunden. Dies war die erste Medaille für Frankreich im 200-Meter-Lauf bei Olympischen Spielen seit den Olympischen Spielen 1960 in Rom. Für seinen Medaillengewinn erhielt er am 30. November 2016 das Ritterkreuz des Ordre national du Mérite.
Im Juni 2024 beendete Lemaitre seine Karriere.
Christophe Lemaitre hatte bei einer Körpergröße von 1,90 Meter ein Wettkampfgewicht von 82 Kilogramm. Er wurde von Pierre Carraz trainiert und startete für den AS Aix-les-Bains.

## Bestleistungen
- 100 Meter: 9,92 Sekunden, 29. Juli 2011, Albi
- 200 Meter: 19,80 Sekunden, 3. September 2011, Daegu
- 60 Meter (Halle): 6,55 Sekunden, 13. Februar 2010, Aubière